# Armand (personaggio letterario)
Armand è un personaggio immaginario della saga delle Cronache dei vampiri di Anne Rice. Appare per la prima volta sin dal primo libro della saga, Intervista col vampiro, come uno dei maggiori personaggi di supporto, per poi ricomparire in quasi tutti gli altri romanzi successivi; alla storia di questo personaggio viene inoltre dedicato un intero libro: Armand il vampiro.

## Vicende di Armand
La maggior parte delle sue vicende, pur già anticipate in diversi altri dei libri della saga, vengono narrate nei dettagli nel libro Armand il vampiro.
Armand, inizialmente chiamato Andrei, era un giovane novizio in un monastero di Kiev, che venne rapito come schiavo da alcuni predoni Tatari; data la sua straordinaria bellezza venne indirizzato al mercato di Costantinopoli e poi venduto per essere destinato ad un bordello di Venezia; laggiù, dove si stava lasciando morire per la sua triste condizione, Armand venne salvato dal grande artista Marius (in realtà un vampiro millenario), che lo adottò come apprendista, ribattezzandolo Amadeo, per il suo aspetto angelico e l'amore dimostrato nei confronti di Dio.
A Venezia Marius aveva acquistato un palazzo dove viveva una vita lussuosa e stravagante, e dove, per pura passione, aveva anche iniziato l'attività di pittore rinascimentale; inoltre, nel palazzo ospitava molti giovani ragazzi, che aveva fatto diventare suoi apprendisti (Marius provvedeva alla loro istruzione, ai loro bisogni in fatto di cibo e vestiti e a trovar loro un lavoro prestigioso, una volta raggiunta l'età adulta).
In quell'ambiente sereno Amadeo riuscì in breve tempo a risollevarsi dalla sua condizione di prostrazione ed anche a fare amicizia con gli altri ragazzi. Inoltre, vivendo a così stretto contatto, il rapporto fra Marius ed Amadeo si fece più stretto, fino a sfociare in una vera e propria relazione amorosa (anche se non consumata carnalmente a causa della diversa natura dei due: l'uno un vampiro e l'altro un giovane mortale). Perciò Amadeo dormiva nel letto di Marius, aveva diritto a numerosi privilegi rispetto agli altri ragazzi ed in poco tempo diventò per loro una sorta di capo. Quando Amadeo raggiunse i 15 anni, Marius iniziò ad occuparsi della sua educazione sessuale, inviandolo a passare diversi giorni in bordelli lussuosi, in compagnia sia femminile sia maschile, per fargli gustare il piacere e studiare le differenze nell'avere un rapporto sessuale con una donna o con un uomo.
Quando Marius fu costretto a svelare la sua vera natura di vampiro al ragazzo, Amadeo iniziò a richiedere con insistenza di essere trasformato a sua volta. Marius al contrario preferiva essere certo che Amadeo capisse in profondità cosa volesse dire essere un vampiro immortale in ogni sfacettatura, e per questo gli permise di osservarlo mentre andava a caccia del sangue degli uomini. Marius insistette sul fatto di nutrirsi solo di criminali e, come esempio, uccise un gruppo di uomini che ricattava una loro amica, Bianca Solderini, una nobildonna fiorentina, rifugiata a Venezia e che era conosciuta per gli interessanti incontri culturali che si svolgevano nel suo salotto (a cui ogni tanto prendeva parte anche Marius).
Amadeo, infuriato con Marius che continuava a negargli il Dono oscuro, iniziò perciò a frequentare Lord Harlech, un nobiluomo inglese che finì per innamorarsi di lui. Amadeo non ricambiava il sentimento e per questo motivo un giorno l'inglese irruppe nella villa di Marius uccidendo due ragazzi e sfidando Amadeo a duello. Amadeo uccise Lord Harlech, ma rimase ferito al volto da una spada avvelenata. Le condizioni del ragazzo si aggravarono ed in pochi giorni fu colto da febbre alta e deliri. Marius era all'oscuro di tutto, in quanto lontano per accudire Coloro-che-devono-essere-conservati, e quando tornò trovò Amadeo in punto di morte. Fu in questo momento drammatico che si decise a trasformarlo in vampiro, pur di non perderlo per sempre.
Marius si occupò di formare il giovane, sia come vampiro che come artista, non gli permise di abbandonare l'arte e gli mise a disposizione una bara negli stessi sotterranei segreti dove custodiva la sua. La trasformazione per Amadeo fu abbastanza semplice, l'unico cambiamento sconvolgente fu il continuo ritornare della sua mente ai tempi della sua infanzia ed alla sua contemplazione del divino nel monastero. Perciò riuscì a convincere Marius ad accompagnarlo in patria, dove ritrovò la sua scuola e la sua casa. Incontrò anche i suoi genitori, che lo credevano morto (essendo un vampiro l'apparenza è quello di un essere vivo, anche se il suo cuore non batte), ma li lasciò subito dopo consegnando loro soldi e gioielli, perché potessero vivere una vita serena.
Ritornati a Venezia la vita di Amadeo subì però un cambiamento profondo e traumatico: una notte il vampiro Santino e la sua congrega, i "Figli della notte", attaccarono il palazzo di Marius. Questi vampiri relativamente più giovani non riconoscevano il diritto all'esistenza di Marius e degli altri "Figli dei millenni" ed il loro stile di vita, così diverso dal loro credo notturno ed infernale. Nel corso della lotta Marius stesso fu dato alle fiamme, mentre il palazzo bruciava e tutti i ragazzi vennero rapiti. Amadeo fu l'unico a sopravvivere, tutti gli altri furono bruciati vivi o, peggio, furono dati in pasto proprio ad Amadeo, dopo giorni di prigionia e di digiuno forzato. Santino fece questo in maniera crudele e studiata per educare Amadeo alle regole della sua congrega ed estirpare in lui ogni altro insegnamento di Marius. Il lavaggio del cervello fu tale che Amadeo divenne uno dei più fervidi e migliori seguaci di Santino, tanto da essere pronto per venire inviato in altri luoghi a far rispettare il loro credo tenebroso.
Infine Amadeo si trasferì a Parigi, dove cambiò nuovamente il suo nome in Armand e prese la guida dei vampiri della città, presso il Cimitero degli innocenti e dove Lestat de Lioncourt e poi Louis de Pointe du Lac lo avrebbero conosciuto molti secoli dopo. Armand fornisce a David la sua versione su molti fatti narrati da Louis nei romanzi precedenti, in special modo la fine del Teatro dei vampiri e il tempo che loro due passarono assieme. Parla anche dei sentimenti che lui prova verso tutti gli altri vampiri citati negli altri romanzi e nomina ancora Bianca, la nobildonna di Venezia, trasformata anch'essa in vampiro da Marius e che lui è riuscito a rivedere di sfuggita nel XVIII secolo (in "Il vampiro Marius" abbiamo la conferma che l'anziano vampiro trasformò la ragazza affinché lo curasse dalle bruciature riportate durante l'attacco di Santino).
Nell'ultima parte del libro a lui dedicato, Armand racconta cosa gli è successo dopo la fine del romanzo Memnoch il diavolo. Sconvolto dalle rivelazioni di Lestat sul mondo ultraterreno, Armand si è esposto alla luce del sole per poter finalmente morire ed avere il contatto con Dio, che la sua immortalità vampiresca gli nega. Ma pur incendiatosi completamente, Armand non è morto, per ragioni anche a lui sconosciute (ma dai romanzi precedenti si apprende che è abbastanza anziano ed ha bevuto a sufficienza il potente sangue degli antichi, così da poter riuscire a sopravvivere ai raggi solari). Ricoperto di fortissime ustioni, è caduto su un tetto in un luogo riparato dalla luce, dove è rimasto per molti giorni, ferito e incapace di compiere qualsiasi movimento.
Mentre si trovava in quello stato Armand intrecciò un contatto mentale con due ragazzi che vivevano nell'appartamento vicino: Benji e Sybelle. Il contatto fra loro era tenuto assieme dal continuo suono del pianoforte di Sybelle. Più le sue condizioni miglioravano più il contatto diventava forte e alla fine Armand riuscì a condurre i ragazzi nel suo rifugio. I due all'inizio lo scambiarono per un angelo e quando Armand gli rivelò di essere un vampiro, non ci fu nessuno stupore da parte loro. In quel periodo furono i ragazzi a procuragli il sangue, dato che lui era ancora troppo debole per riuscire a cacciare.
I due ragazzi erano diventati come i suoi figli, avevano una relazione simile a quella che era esistita fra lui e Marius secoli prima. Armand decise di non portarli con sé durante la visita a Lestat, affidandoli a Marius affinché nessuno facesse loro del male; ma quando raggiunse l'anziano nella sua casa, scoprì che proprio lui aveva trasformato Benji e Sybelle in due vampiri. Armand era furioso, ma Marius gli spiegò che aveva deciso di dare lui il Dono oscuro ai ragazzi in modo che la rabbia, che inevitabilmente nasce nei vampiri nei confronti del loro creatore, ricadesse su di lui e non su Armand, che poteva così continuare ad essere il loro "angelo".